# Großer Gabelschwanz

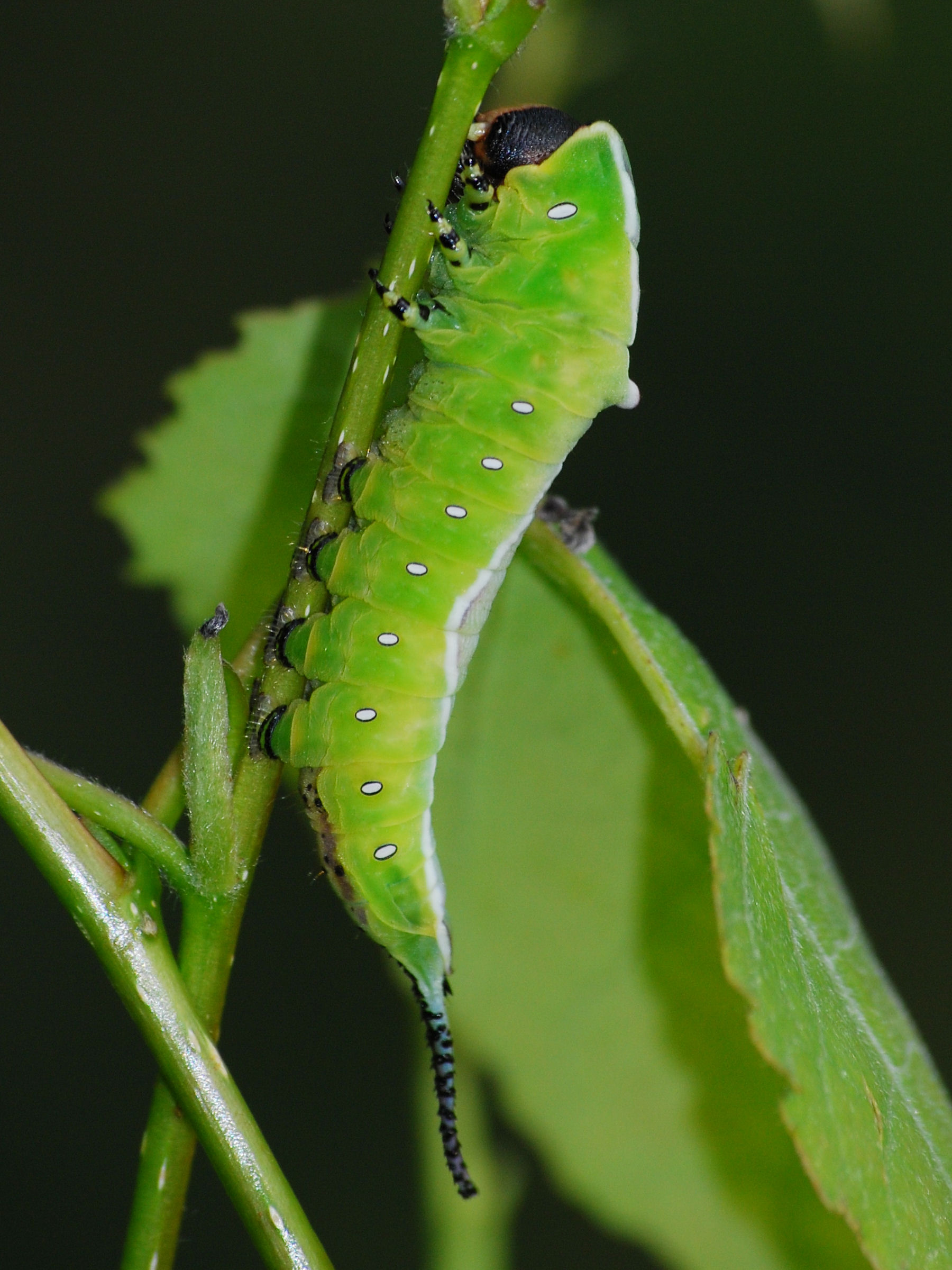
Raupe des Großen Gabelschwanzes

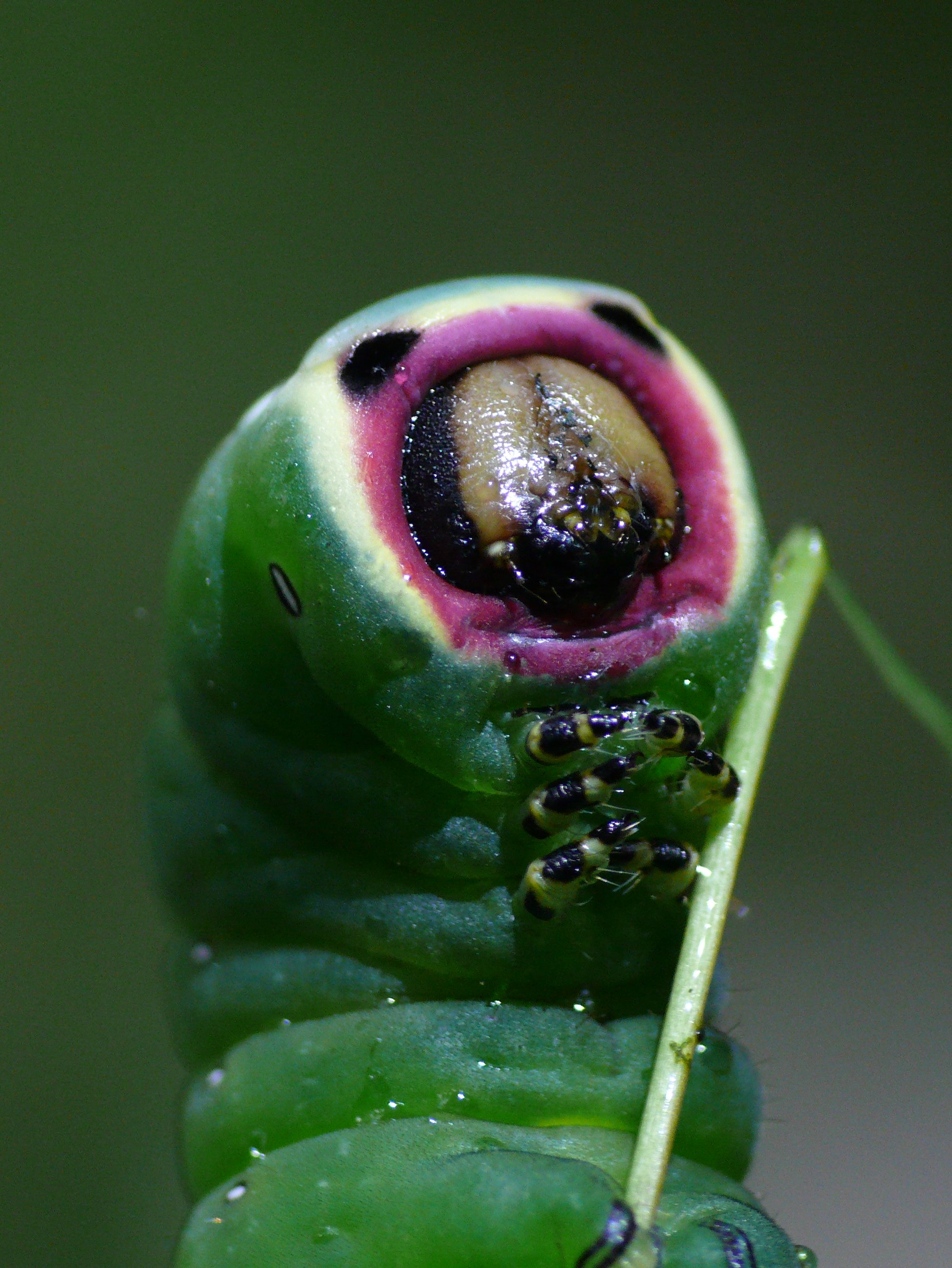
Kopf der Raupe des Großen Gabelschwanzes

Der Große Gabelschwanz (Cerura vinula) ist ein Schmetterling (Nachtfalter) aus der Familie der Zahnspinner (Notodontidae).

## Merkmale
Die Falter erreichen eine Flügelspannweite von 58 bis 75 Millimetern, wobei die Männchen etwas kleiner sind. Sie haben weiß- oder gelblichgraue Vorderflügel, die mit dunklen Linien gezeichnet sind. Am Außenrand der Flügel bilden diese Linien mehrere Wellenlinien. Die Hinterflügel sind heller grau, bei den Weibchen sind sie fast transparent. Auch der Körper der Tiere ist weißgrau gefärbt und trägt auf der Oberseite des Hinterleibs schwarze Querbinden.
Die Raupen werden ca. 80 Millimeter lang und haben einen sehr plumpen Körperbau. Sie sind leuchtend hellgrün gefärbt und haben eine schwarzbraune, weiß umrandete Rückenzeichnung, die in der Körpermitte dreieckig zur Körperseite verläuft. Manchmal haben sie auf dem siebten Segment einen weiß umrandeten, runden, roten Fleck. Junge Raupen sind komplett schwarz und haben hinter dem Kopf zwei ohrenförmige Knöpfe, alte Raupen sind kurz vor dem Verpuppen dunkel rotbraun verfärbt. Der Kopf ist dunkel, darum herum ist der Körper auffallend rosarot und außen hell gefärbt. Auf der Oberseite dieses Rings finden sich zwei schwarze Scheinaugen. Die Brustbeinpaare sind schwarz und hell geringelt. Der Hinterleib endet in einer Schwanzgabel mit zwei langen, dunkel gefärbten Spitzen, aus denen rote Fäden ausgestülpt werden können.

### Ähnliche Arten
- Weißer Gabelschwanz (Cerura erminea)

## Vorkommen
Sie kommen in ganz Europa außer im hohen Norden, östlich bis nach China häufig und weit verbreitet vor und leben an leicht feuchten, sonnigen bis halbschattigen Stellen mit Beständen ihrer Futterpflanzen wie z. B. an Waldrändern, Kiesgruben und an Gewässerrändern.

## Lebensweise
Die Raupen haben ein bemerkenswertes Abwehrverhalten. Sie ziehen den Kopf in das erste Brustsegment ein und strecken dem Feind den roten Bereich darum herum und die Scheinaugen entgegen. Durch das Einziehen wird die Raupe auch wesentlich dicker. Zusätzlich können sie aus dem Doppelschwanz am Hinterleibsende je einen langen, roten Schlauch ausstülpen, der zitternde Bewegungen vollführen kann. Wenn die Raupe weiter gereizt wird, kann sie aus einem Spalt an der Unterseite des Kopfes Ameisensäure, die in einer Drüse produziert wird, ca. 30 Zentimeter weit spritzen.

### Flug- und Raupenzeiten
Die nachtaktiven Falter fliegen jährlich in einer Generation von Ende April bis Anfang Juli. Die Raupen findet man von Juni bis September.

### Nahrung der Raupen
Die Raupen ernähren sich von den Blättern von jungen und damit nicht allzu hohen Zitterpappeln (Populus tremula), anderen Pappelarten, von Sal-Weiden (Salix caprea) und anderen Weidenarten.

## Entwicklung
Die Weibchen legen ihre 1,5 Millimeter großen, schokoladebraunen, halbkugelförmigen Eier meist paarweise, seltener einzeln auf der Oberseite der Blätter ihrer Futterpflanzen ab. Die Raupen verpuppen sich meist an der Stammbasis auf der Rinde, in die sie eine flache Mulde nagen. Manchmal findet man sie auch auf im Bodenstreu umherliegenden Aststückchen. Sie produzieren aus Spinnfäden und den Nagespänen einen flachen, eiförmigen, sehr festen und dickwandigen Kokon. Dieser ist auf der Rinde perfekt getarnt. In der Aufzucht kann man der Raupe Sägespäne als Ersatz geben. Die Puppe ist dick und dunkel rotbraun gefärbt. Sie überwintert, bevor im Frühjahr der Falter schlüpft. Da der Kokon massiv gebaut ist, müssen die Falter vor dem Aufbrechen eine Flüssigkeit aussondern, die ihn aufweicht.